# Ліпниця (гміна)
Гміна Ліпниця (пол. Gmina Lipnica) — сільська гміна у північній Польщі. Належить до Битівського повіту Поморського воєводства.
Станом на 31 грудня 2011 у гміні проживало 5089 осіб.

## Територія
Згідно з даними за 2007 рік площа гміни становила 309.57 км², у тому числі:
- орні землі: 36.00%
- ліси: 52.00%

Таким чином, площа гміни становить 14.12% площі повіту.

## Населення
Станом на 31 грудня 2011:
| Опис     | Загалом | Загалом | Чоловіки | Чоловіки | Жінки | Жінки |
| -------- | ------- | ------- | -------- | -------- | ----- | ----- |
| одиниця  | осіб    | %       | осіб     | %        | осіб  | %     |
| все      | 5089    | 100     | 2617     | 51.42    | 2472  | 48.58 |
| міське   | 0       | 100     | 0        |          | 0     |       |
| сільське | 5089    | 100     | 2617     | 51.42    | 2472  | 48.58 |

## Сусідні гміни
Гміна Ліпниця межує з такими гмінами: Битів, Бруси, Конажини, Кочала, Мястко, Пшехлево, Студзеніце, Тухоме, Хойніце.